# Parc d'État de Massacre Rocks
Le parc d'État de Massacre Rocks est un parc national situé dans l'État de l'Idaho, aux États-Unis. Il a été créé au XXe siècle pour préserver la géologie et la nature de cette portion de la rivière Snake.

## Histoire
Massacre Rocks est le lieu d'un combat opposant un convoi d'immigrants aux Amérindiens lors de la conquête de l'Ouest, dans ce qui n'était pas encore le territoire de l'Idaho et deviendra plus tard l'État de l'Idaho. Les 9 et 10 août 1862, dix émigrants voyageant dans une caravane de charriots bâchés y furent tués par les Amérindiens. 
À proximité, un lieu-dit du nom de Register Rock était une halte de repos pour les voyageurs, qui gravaient leurs noms sur les roches. Le site est tout ce qui subsiste d'un volcan basaltique, à travers lequel un col fut découpé à l'époque de la "Bonneville Flood", il y a environ 15 000 ans, lorsque les eaux du lac Bonneville se ruèrent à travers le passage dans ce qui est devenu le canal de la rivière Snake. L'importance du flux a été estimée à quatre fois celle du flux actuel de l'Amazone, ce qui en fait l'une des plus importantes et violentes inondations de l'histoire. Les blocs rocheux basaltiques qu'elle arracha et emporta sont maintenant éparpillés dans le paysage de l'Idaho. Les Massacre Rocks se trouvent à 16 kilomètres à l'ouest des American Falls.
« Gate of Death » et « Devil's Gate pass », soit les portes du diable ou de l'enfer, étaient les deux autres noms qui caractérisaient l'endroit resserré par où devaient passer les caravanes de colons et où se confondaient trois chemins : Lander road, la piste de l'Oregon et la piste de la Californie. Un couloir étroit, reste d'un ancien volcan, était le lieu des embuscades menées par les Amérindiens défendant l'accès à leur territoire.
Cueilleurs, chasseurs de petit gibier, habitant de légers abris de branchages leur permettant de se déplacer, les Shoshones vivaient au nord du Nevada, à l'ouest de l'Idaho et de l'Utah, au cœur de la région dite du grand bassin des fleuves. 
En 1859, des gisements d'argent sont découverts sur le territoire des Paiutes et des Shoshones de l'ouest, qui attaquent alors les campements de mineurs, les lignes de télégraphe, et les convois d'immigrants transitant vers la Californie sur la piste de l'Oregon. Les Shoshones du nord avec à leur tête le chef Pocatello les rejoignent et 2 000 Shoshones et Bannocks attaquent un convoi d'une dizaine de chariots à Massacre Rocks sur la portion de la piste de l'Oregon longeant la rivière Snake faisant de nombreux morts parmi les immigrants.
L'armée indienne fond sur un convoi de onze voitures. La plupart des occupants furent tués avant que n'arrive un second train de chariots bâchés, avec 40 hommes, qui mettent les Indiens en fuite. Parmi les chefs indiens de l'armée qui anéantit le convoi, le Shoshone Bear Hunter, décédé le 29 janvier 1863 lors du massacre de Bear River, qui résista à la colonisation du territoire de l'Idaho dans les années 1860.